# Ferécides de Siros
Ferécides de Siros (en griego: Φερεκύδης) fue un filósofo griego presocrático del siglo VI a. C., maestro de Anaximandro y Pitágoras.

## Biografía
Nació en la isla de Siros, una de las Cícladas, en la 45ª Olimpiada; fue hijo de Babis y tío materno de Pitágoras, a quien dispensó sus enseñanzas. Junto a Anaximandro fue uno de los primeros pensadores griegos en haber escrito en prosa y es considerado uno de los Siete Sabios de Grecia, según Diógenes Laercio. Visitó Egipto para aprender teología y una ciencia de la naturaleza más exacta. Le eran atribuidos poderes de predicción, que demostró en el caso de un navío que naufragó, de un seísmo y del asedio de una ciudad (Mesene). Su muerte es también legendaria: o murió después de haber salvado a Éfeso gracias a su poder de predicción, o se suicidó en Delfos, o murió de una enfermedad o comido por los piojos y fue enterrado por Pitágoras en Delos. Enseñaba en una gruta.
Duris de Samos relata su epitafio:

Toda la sabiduría está resumida en mí. Quien quiera alabarme
Debe alabar antes a Pitágoras, pues es el primero
Sobre la tierra griega. Al decir esto, digo la verdad.

A su muerte, Diógenes Laercio, indica que Ferécides escribió a Tales de Mileto un testamento por el que le entregaba sus obras. Existe una respuesta de Tales a Ferécides, que parece apócrifa, pero que marca la ironía del viajero que compone su física recorriendo el mundo en la dirección del prosista encerrado en sí mismo que no busca las instrucciones de los otros hombres. Aunque apócrifa, esta carta enseña que la mentalidad griega desprecia los primeros pasos de la prosa en un mundo gobernado por la poesía oral y su composición, al menos hasta el siglo III a. C.

## Obra

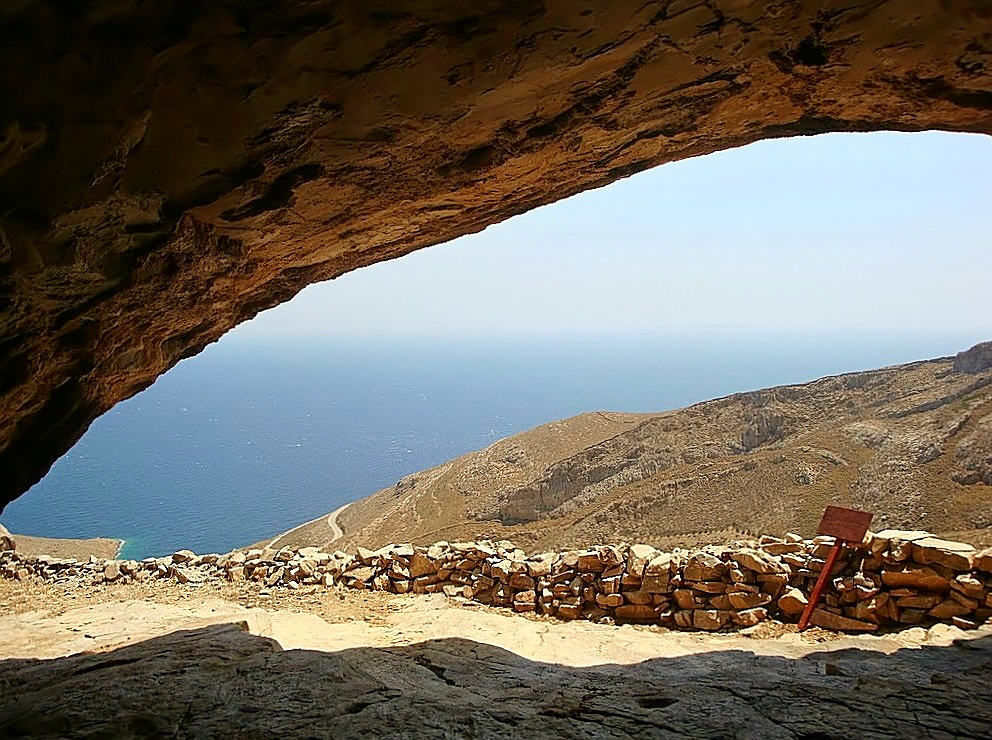
Caverna de Ferécides, en la isla de Siros.

Según la Suda, Ferécides escribió un libro con el título de Heptámykhos (Siete receptáculos), una de las primeras obras en prosa atestiguadas de la literatura griega. En esta obra, que formó un importante puente entre el pensamiento mítico y presocrático, Ferécides enseñó su filosofía a través de representaciones míticas. Aunque se ha perdido, los fragmentos que sobreviven son suficientes para reconstruir una idea general básica. Aristóteles, en la Metafísica (sección 1091 b 8), caracterizó la obra de Ferécides como una mezcla de mito y filosofía.
Ferécides ofrece una historia del mundo que procede de la racionalización del pantéon griego. El rey de los dioses no es Zeus sino Zas («el que vive»). Su padre es Chronos («el tiempo») en vez de Crono, del cual surge el agua, la tierra, el aire y el fuego. El antagonismo entre padre e hijo parece haber sido omitido. Chronos y Zas luchan en una guerra contra Ofión («el hombre serpiente»), y Zas celebra su victoria tejiendo una bata para Ctonia, que es transformada en Gea («la superficie de la tierra»).
La contribución de Ferécides al primer pensamiento presocrático es:
1. la negación de la creación ex nihilo;
2. la autocreación del cosmos;
3. la naturaleza eterna de los primeros principios.

Marco Tulio Cicerón y Agustín de Hipona piensan que Ferécides fue el primero que enseñó la inmortalidad del alma.

### Obras conocidas
1. Primer tratado en prosa sobre la naturaleza.
2. Un disco que marca la eclíptica y los puntos del equinoccio, «tropai héliou»; sobre la isla de Siros, lo que es un enigma, ya que Homero menciona ya estos tropai héliou de la isla de Siros en el diálogo de Ulises y del porquero Eumeo, en la Odisea. Este texto que nadie ignora da al personaje de Ferécides una silueta un poco maravillosa e irreal, tomada desde el prisma del relato homérico.